# 1461 Trabzon FK
1461 Trabzon FK ist ein türkischer Sportverein aus der Provinz Trabzon. Der Fußballverein spielt in der TFF 3. Lig. Der Verein wirbt mit dem Spruch „Profesyonel Liglerdeki Tek Köy Takımı“ (deutsch: etwa Einziger Dorfverein in den professionellen Ligen). Da der Klub zudem von einer örtlichen Fernfahrer-Vereinigung unterstützt wird, wird er auch als Kamyoncuların Takımı (dt. Verein der Fernfahrer) bezeichnet.

## Geschichte

### Gründung
Düzyurtspor wurde 1986 in Düzyurt, einem zum Dorf mit zweitausend Einwohnern nahe der Hafenstadt Trabzon, gegründet. Nachdem die Stadtverwaltung Trabzons den Status Großstadt erhalten hatte, wurde das Dorf Düzyurt verwaltungstechnisch zu einem Bezirk der Stadt. Dadurch wurde das Dorf stärker an die Stadt eingegliedert, wodurch auch die Teilnahme der örtlichen Liga erleichtert wurde.

### Insolvenz und Wiederaufbau
Nachdem der Klub aufgrund fehlenden finanziellen Möglichkeiten 2003 vor der Schließung stand, übernahm Dolmuş-Fahrer Ömer Ortakudaş die technische Leitung des Vereins. Zu dieser Zeit hatte der Verein nicht genügend Geld, um sich ein Mannschaftsdress zuzulegen. Ortakudaş formte aus den Jugendlichen des Dorfes eine Mannschaft und war in den ersten Jahren selbst als Spieler aktiv. Er sammelte unter seinen Kollegen und Freunden Geld ein, zahlte damit die Schulden des Vereins und rettete ihn vor der Insolvenz. Mit seinem eigenen Bus bzw. Auto fuhr er die Mannschaft zu den Auswärtsspielen und organisierte weitere Sponsoren und Geldgeber. Nachdem der Klub elf Jahre in der Trabzon 1. Amatör Lig gespielt hatte, stieg der Klub in die Trabzon 2. Amatör Lig und ein Jahr später in die regionalen Amateurligen auf.

### Neuzeit
Zur Saison 2013/14 schaffte man erstmals den Sprung in die professionelle TFF 3. Lig. Bereits in der ersten Viertligasaison, der Saison 2013/14, wurde am letzten Tag die Meisterschaft erreicht. Dadurch stieg die Mannschaft zum ersten Mal in seiner Historie in die TFF 2. Lig auf. Mit diesem Erfolg ist Düzyurtspor auch gleichzeitig der erste Dorfverein in der 3. Liga.
Der eigentliche Vereinsname Düzyurtspor trägt ab der Saison 2014/15 aufgrund des Name-Sponsoring-Vertrages mit dem Hauptsponsor Birlik Nakliyat diesen Firmennamen als Namenserweiterung und heißt deshalb Birlik Nakliyat Düzyurtspor. Im Sommer 2015 beendete der Verein die TFF 2. Lig auf dem 17. Tabellenplatz und stieg dadurch wieder in die TFF 3. Lig ab. Mittlerweile heißt der Verein Hekimoğlu Trabzon.

## Ligazugehörigkeit
- 2. Lig: 2014–2015, seit 2019
- 3. Lig: 2013–2014, 2015–2019
- Amateurliga: 1986–2013

## Ehemalige Trainer (Auswahl)
- Serdar Şahin (August 2013 – Mai 2014)
- Sadi Tekelioğlu (Juli 2018 – Dezember 2018)
- Bülent Demirkanlı (März 2019)